# Dipoena mollis
Dipoena mollis är en spindelart som först beskrevs av Simon 1903.  Dipoena mollis ingår i släktet Dipoena och familjen klotspindlar.
Artens utbredningsområde är Ekvatorialguinea. Inga underarter finns listade i Catalogue of Life.